# Medal Ochotniczej Służby Wojskowej
Medal Ochotniczej Służby Wojskowej (fr. Médaille des services militaires volontaires, skr. MSMV) – wojskowe odznaczenie resortowe Ministerstwa Francuskich Sił Zbrojnych, ustanowione 13 marca 1975 i przeznaczone do odznaczania ochotników rezerwy wojskowej. Medal został 1 lipca 2019 zastąpiony przez Medal Ochotniczej Rezerwy Obrony i Bezpieczeństwa Wewnętrznego.
Medal dzieli się na trzy stopnie:
1. Złoty Medal (Médaille d’Or);
2. Srebrny Medal (Médaille d’Argent);
3. Brązowy Medal (Médaille de Bronze).

Noszony jest na wstążce o szerokości 37 mm, niebieskiej (lazurowej) z czerwonym paskiem pośrodku, która przy 1. i 2. stopniu ma dodatkowe białe paski wzdłuż obu krawędzi o szerokości 2 mm, a do wstążki 1. stopnia zamocowano dodatkowo rozetkę. Baretka odznaczenia ma wysokość 11 mm. Wygląd wstążki medalu i podział na stopnie został skopiowany z ustanowionego w 1934 Krzyża Ochotniczej Służby Wojskowej, który został zastąpiony w 1957 przez Order Zasługi Wojskowej.
W kolejności starszeństwa ustalanej przez Wielką Kancelarię Legii Honorowej zajmuje 22. miejsce, po Medalu Obrony Narodowej, a przed resortowymi medalami honorowymi.

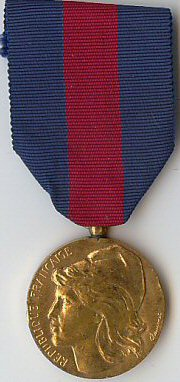
Awers Brązowego Medalu
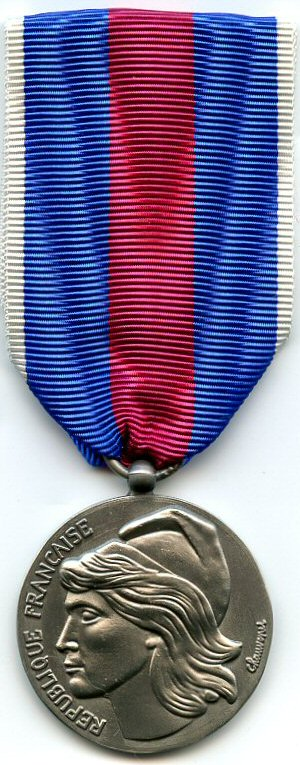
Awers Srebrnego Medalu
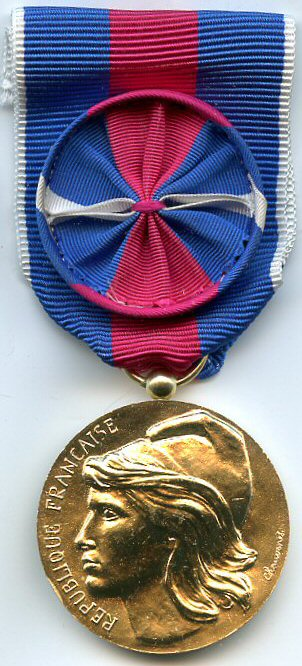
Awers Złotego Medalu
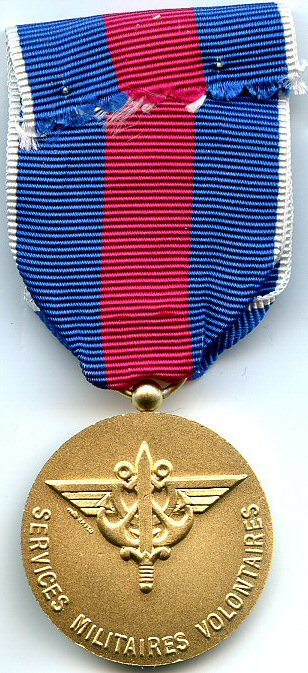
Rewers Złotego Medalu